# Деноминация (религия)
Деномина́ция (от лат. denominatio; англ. de-nominalist church; нем. Denominierung) — термин в религиоведении, обозначающий тип религиозной организации в христианстве.
Специфической характеристикой деноминации является её промежуточный характер по отношению к секте и церкви. Деноминация признаёт иные религии и верования и находится в положительных отношениях с обществом.

## История
Понятие «Деноминация» начало употребляться в англоязычной среде с конца XVII века, а его популяризация как термина в религиоведении связана прежде всего с работой американского богослова Х. Р. Нибура «Социальные истоки деноминационализма» (англ. The social sources of denominationalism) 1929 года.
От церкви деноминация заимствует относительно высокую систему централизации и иерархический принцип управления, отказ от политики изоляционизма по отношению к государству и обществу, признаёт возможность духовного возрождения для любого верующего человека. С сектой её сближает относительно небольшой период существования, преимущественный упор на религиозную деятельность, в вероучении наличие качественных отличий от исторических церквей и противопоставление себя им, претензии на исключительность установок и ценностей, идея богоизбранничества.
Деноминация имеет чёткую организацию как «по вертикали» (подчинение различных звеньев управления), так и  «по горизонтали» (направление деятельности членов общины). Несмотря на то, что в деноминации провозглашается равенство всех её членов и наличие выборности руководства, в действительности имеет место элита, состоящая из постоянных людей, которые наделены широкими полномочиями. Также при формальном отрицании разделения верующих на священников и мирян, существуют профессиональные священнослужители, которые провозглашаются наделёнными «даром» понимания и способностью толковать «слово Божье», как и выступать с пророчествами и проповедями.
Кроме того, термин «деноминация» используется в обыденном словоупотреблении в качестве синонима слова «конфессия».
Обратное явление – когда церковь и/или отдельные ее члены принципиально не относят себя ни к одной деноминации, дабы исповедовать «чистое» Евангелие.